# Rossatz-Arnsdorf
Rossatz-Arnsdorf là một thị xã thuộc huyện Krems-Land trong bang Niederösterreich.